# Talk to the Animals
«Talk to the Animals» es una canción del año 1967 escrita por el compositor británico Leslie Bricusse para la película Doctor Dolittle, ganadora del premio Óscar a la mejor canción original de dicho año. En su versión original está cantada por el actor Rex Harrison.

## Otras versiones
En la adaptación Dr. Dolittle (película de 1998), Eddie Murphy vuelve a interpretar esta canción. También fue el tema principal de la serie de televisión australiana Talk to the Animals.